# Кодак
Eastman Kodak Company (скраћено Кодак) је америчка мултинационална корпорација специјализована за фотографију, и она је била јавна трговнска компанија. Истраживачи компаније одговорни су за неколико историјски значајних камера, филмова и других фотографских техничких уређаја и иновација. Кодак је данас највећа светска компанија за фотографску опрему, која годишње продаје само више од 7 милиона дигиталних фотоапарата, испред Канона (5 милиона) и Сонија (4,8 милиона продатих дигиталних фотоапарата).
Седиште компаније је у Рочестеру, Њујорк, а основана је у Њу Џерсију.  Најпознатија је по производима из фотографског филма, које је први пут донела на масовно тржиште.

## Историја
Компанију су основали проналазач Џорџ Истман и бизнисмен Хенри Стронг као ’’Eastman Dry Plate Company’’ 1881 . Пословни план компаније, специјализоване пре свега за кориснике аматере, заснивао се на идеји да за фотографисање неће бити потребно познавање хемије, тако да свако може да фотографише. За почетак, негативна ролна папира од бромида сребра и одговарајућа касета су пуштени на тржиште 1885. године. Ово је био револуционарни корак, јер је омогућио великом броју људи да лако и релативно јефтино снимају и праве аматерске слике.
Компанију је Истман назвао Кодак, он је то објаснио на следећи начин:
| „ | Увек сам волео слово К. које је јако и изражајно. Желео сам име које почиње са к и завршава се са к, јединствени анаграм који тера све да мисле на исту ствар. | ” |

Истманова опсесија била је да „камера буде лака као оловка“. Релативно лагана ручна камера коју Кодак нудио коштала је 25 долара. У њему је било довољно филма за сто снимака, а све што је купац морао да уради је да повуче премптавач филма и сними експозицију. Снимак је морао да се врати са камером, а компанија је већ развила цео филм. Фотографије су враћене власнику повратном поштом, заједно са фотоапаратом који је поново био погодан за фотографисање, након плаћања накнаде за обраду у износу од 10 долара.
Као резултат тога, компанија је отворила прве лабораторије за развијање филмова у свету 1888. године, омогућавајући људима да више не морају да развијају сопствене фотографије, већ да их развија професионални тим, што је такође гарантовало да ниједна фотографија неће бити оштећена током развијања. Од тада су само професионални или аматерски фотографи развијали сопствене слике у својим кућним лабораторијама.
Прва власничка машина компаније, Кодак бокс камера са ролнама филма, била је толико успешна да је променила име из Eastman Dry Plate Company у Eastman Kodak Company. Међу његовим каснијим камерама, Brownie и Instamatic камере су постигле светски успех, при чему је Brownie један од најпопуларнијих типова камера скоро 60 година.
Кодак и Полароид су били партнери од 1930-их до 1960-их, а Полароид је куповао велике количине филма од Кодака за своје камере и даље истраживање и развој. Њихово кооперативно партнерство је окончано касних 1960-их, када је Полароид наставио са независном продукцијом свог филма, а Кодак је изразио интересовање за развој сопствене инстант камере, доводећи их у директну конкуренцију. Године 1976. Кодак је представио ЕК серију инстант камера. Убрзо након објаве, Полароид је поднео жалбу за кршење патента у Окружном суду САД у Масачусетсу, започевши тужбу која ће трајати деценију. Polaroid Corporation v. Eastman Kodak Company је одлучено у корист Полароида 1985.  и након кратког периода жалбе, Кодак је био приморан да напусти тржиште инстант камера одмах 1986. године.  Полароиду је 12. октобра 1990. додељена одштета од 909 милиона долара. Након жалбе, Кодак је пристао да плати Полароиду 925 милиона долара 1991. године, што је тада била највећа нагодба за кршење патента у историји САД.
Кодак је 13. јануара 2004. године најавио да ће се постепено повлачити са тржишта традиционалних филмских камера, не производећи више филмске камере у Северној Америци и Западној Европи. Сходно томе, ове године је елиминисало око 12.000-15.000 радних места, отпуштајући око 20-25% запослених. Од 6. јануара 2006. године компанија има нови лого.
Нажалост, у наредним годинама је дошло до сталног пада за Истман Кодак, који је кулминирао у 2011-2012. Његове акције су континуирано (у периоду дужем од 3 месеца) падале испод критичног нивоа од 1 УСД, па су скинуте са Њујоршке берзе. Ово је потпуно разбило снове многих људи да се надају било каквом профиту или користи од акција које су некада вределе чак 100 долара. Занимљиво у причи је да је било оних који су купили хиљаде акција по цени од 2-3 долара, верујући у краткорочни успех и опоравак Кодака, али су и изгубили уложени новац.
Године 2012. Кодак је поднео захтев за заштиту од банкрота у Америци (поглавље 11), која је трајала годину дана, а за то време менаџмент је морао да учини гигантску компанију оперативном. Између 2010. и 2012. компанија је затворила неколико својих предузећа и била принуђена да отпусти већину запослених. Такође су покушали да реше финансијске проблеме продајом патената компаније, који су продати 2012. године. На крају године, продаја је била око 500 милиона долара. Патенти су у власништву, између осталих, Samsung-а, Apple Inc.-а и Google.

## Кодакова предузећа
Кодак је прошао кроз континуирану трансформацију и обнављање како би постао јединствена дигитална компанија, са основним пословима укључујући:
- Традиционални фото бизнис
- Дигитални фото бизнис
- Графичко пословање / Посао архивирања докумената
- Послови у здравству
- Посао са филмовима

Ове традиционалне пословне линије су изгледале овако 2009. године:
- Графичко пословање / Посао архивирања докумената
- Дигитална и традиционална фотографска делатност
- Посао са филмовима

У 2013. години, пословне линије компаније су биле:
- Графичко пословање (индустријска дигитална штампа и штампа амбалаже)
- Посао архивирања докумената (у продаји)
- Посао дигиталне и традиционалне фотографије (у продаји)
- Посао са филмовима (укинут)